# Horgebest
Der Horgebest (norwegisch für Bergbiest) ist ein Berg im ostantarktischen Königin-Maud-Land. In der Sverdrupfjella ragt er östlich des Fredbotnen in der Rootshorga auf.
Erste Luftaufnahmen entstanden bei der Deutschen Antarktischen Expedition 1938/39 unter der Leitung des Polarforschers Alfred Ritscher. Norwegische Kartographen, die ihn auch benannten, kartierten ihn anhand von Vermessungen und Luftaufnahmen der Norwegisch-Britisch-Schwedischen Antarktisexpedition (NBSAE, 1949–1952) sowie Luftaufnahmen aus den Jahren von 1958 bis 1959 der Dritten Norwegischen Antarktisexpedition (1956–1960). 